# 服裝店

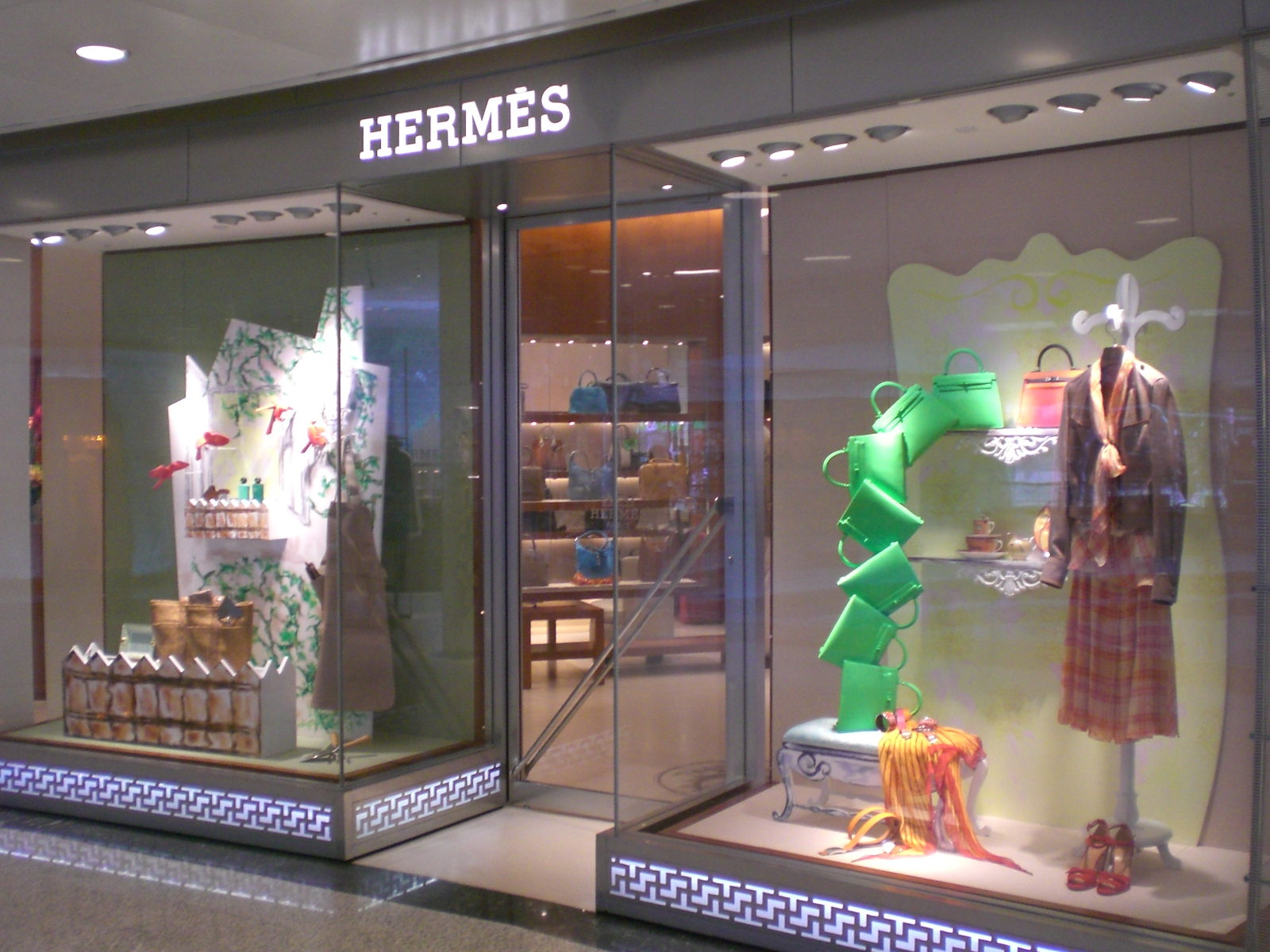
位於香港銅鑼灣利園一期的愛馬仕服裝專門店

服裝店是售賣服飾的商店，由於現代服飾潮流轉變快，一般時尚服裝店約三個月至半年就會轉換款式。但有些售賣特定類型服飾如民族服飾、特色服裝等的服裝店則不一定頻繁轉變款式。有些時裝店貨源是外購自批發供應商，有些時裝店是專門店銷售自家品牌產品，有自己的時裝設計師，例劉培基、香奈兒、路易·威登。
也有專門售賣二手服裝的故衣店。

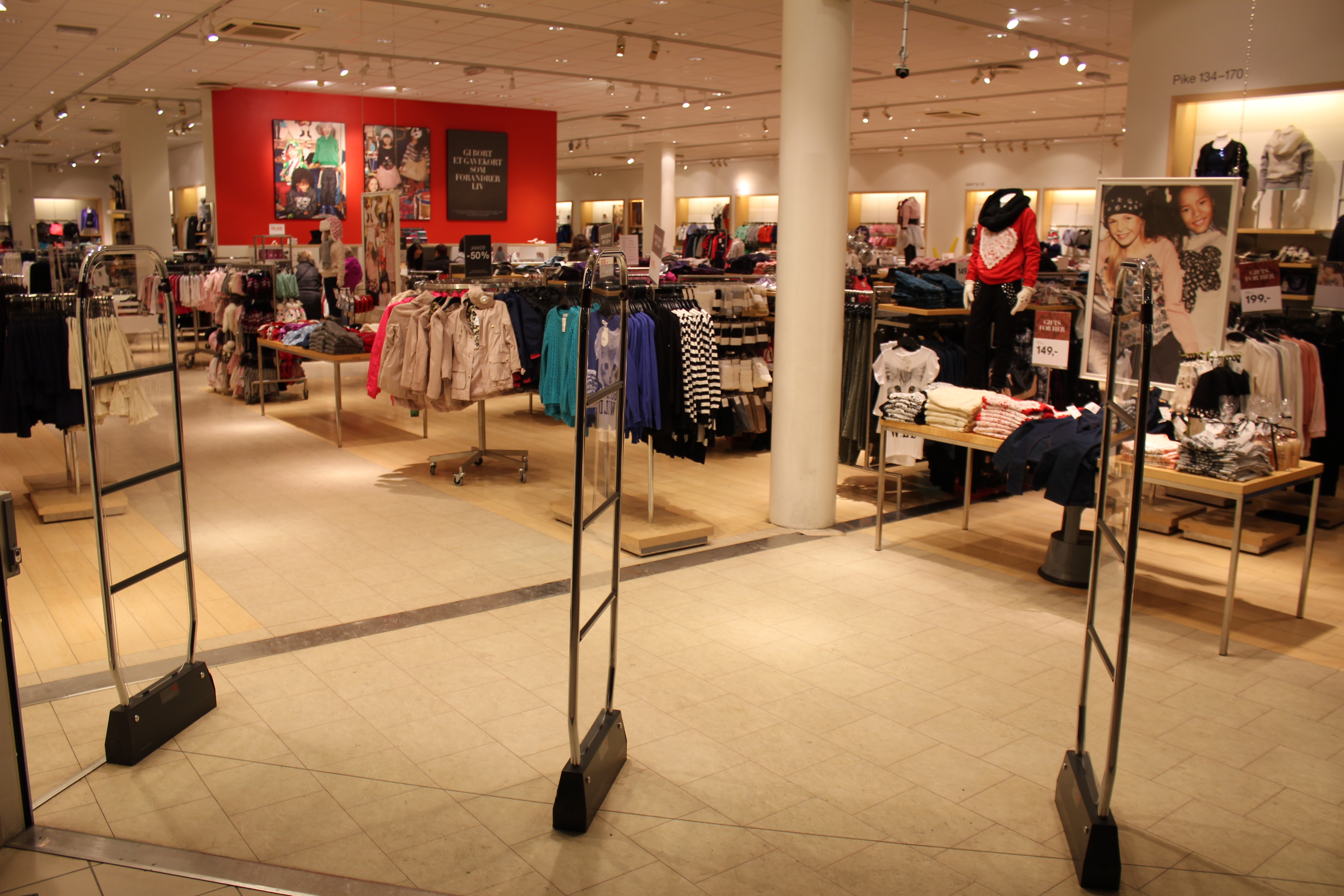
廉價服飾店
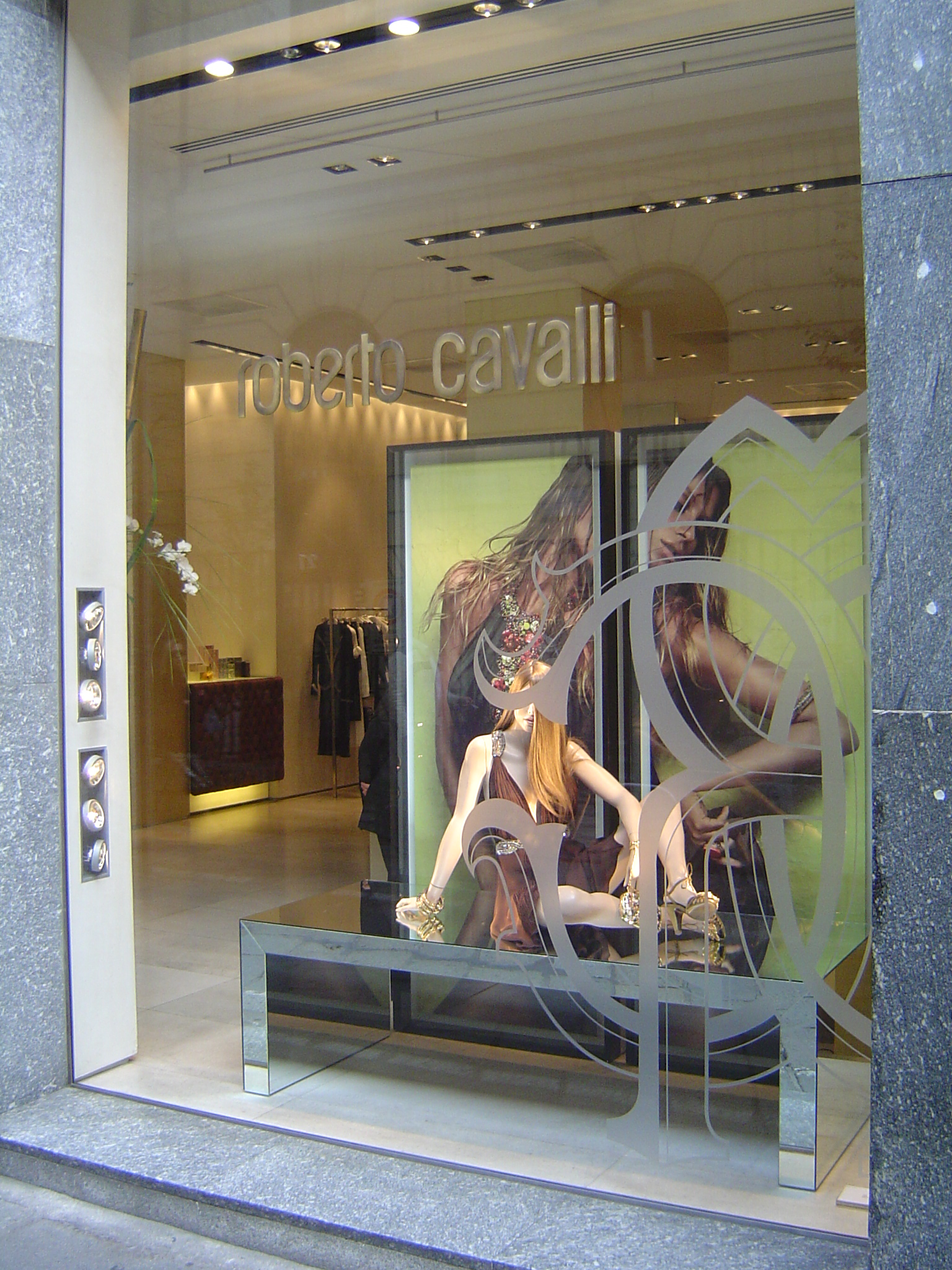
位於米蘭斯皮加街的Roberto Cavalli服裝店